# Валелунга (Казерта)
Валелунга је насеље у Италији у округу Казерта, региону Кампанија.
Према процени из 2011. у насељу је живело 217 становника. Насеље се налази на надморској висини од 818 м.